# George Gaidzik
George William Gaidzik (ur. 22 lutego 1885 w Chicago, zm. 25 sierpnia 1938 na jeziorze Michigan) – amerykański skoczek do wody, dwukrotny uczestnik Igrzysk Olimpijskich.

## Życiorys
Gaidzik urodził się w Chicago, jako syn polskich emigrantów. W wyniku błędu pielęgniarki na akcie urodzenia George'a błędnie wpisano imię Edward Gadick. Przed wyjazdem na Letnie Igrzyska Olimpijskie w 1908 roku matka Gaidzika musiała złożyć oświadczenie pod przysięgą, potwierdzające jego prawdziwe dane, aby ten mógł otrzymać paszport.
Gaidzik po raz pierwszy wystąpił na igrzyskach olimpijskich w 1908 roku w Londynie, gdzie wziął udział w dwóch konkurencjach: skoku z trzymetrowej trampoliny oraz skoku z dziesięciometrowej wieży. W pierwszej konkurencji zajął trzecie miejsce ex aequo z Gottlobem Walzem, za reprezentantami Niemiec Albertem Zürnerem oraz Kurtem Behrensem, tym samym zdobywając brązowy medal. Pomimo reprezentowania Stanów Zjednoczonych, sukces Gaidzika wywołał radość wśród Polaków. Jednocześnie brązowy medal George'a Gaidzika był pierwszym medalem zdobytym przez osobę polskiego pochodzenia na igrzyskach olimpijskich i jedynym przed odzyskaniem przez Polskę niepodległości. Cztery lata później Gaidzik ponownie wystąpił na  Igrzyskach Olimpijskich, jednakże nie zdobył żadnego medalu i zakończył karierę. W latach 1909–1911 Gaidzik trzykrotnie zdobył mistrzostwo Stanów Zjednoczonych w skokach do wody.
George Gaidzik zginął wraz ze swoim 15-letnim synem 25 sierpnia 1938 na jeziorze Michigan, kiedy łódka, na której się znajdowali, wywróciła się w trakcie sztormu.